# Phylloscopus calciatilis
El mosquitero roquero (Phylloscopus calciatilis) es una especie de ave paseriforme de la familia Phylloscopidae endémica de las regiones kársticas del norte de Indochina. La especie se encuentra en el norte de Vietnam y Laos, y potencialmente podría encontrarse en el sur de China. El nombre científico de la especie, calciatilis, significa «morador de la caliza», en referencia a su hábitat natural, que son los bosques tropicales que crecen alrededor de las montañas kársticas.
Es similar al mosquitero de Rickett, pero el mosquitero roquero es de menor tamaño y tiene las alas más redondeadas. Sus plumajes son casi idénticos; simplemente tiene tonos de amarillo más apagados por debajo, y es más grisáceo por encima que el mosquitero de Rickett. Además, aunque es más pequeño, su pico es proporcionalmente más grande.

## Descripción
El mosquitero roquero tiene el plumaje de las partes superiores principalmente de color verde oliváceo, con las partes infieriores y las listas de la cabeza (lista pileal media y listas superciliares) de color amarillo, en contraste con las listas pileales laterales y las listas oculares negras. Aunque es similar a otros mosquiteros, puede distinguirse por su menor tamaño, y por tener alas más cortas y pico más largo. También se caracteriza por sus listas pileales laterales negras, algo más claras y difusas cerca del pico. La lista pileal media es de color amarillo verdoso y su lista superciliar también tiene cierto tono verdoso. Su lista ocular negra está bien definida y también tiene cierto tono verdoso. Su manto, zona escapular, espalda, obispillo y las coberteras menores y de la cola son de color verde grisáceo; y su garganta, pecho y vientre son de color amarillo. Los laterales del pecho tienen matices verdosos. Las rémiges, réctrices, álula, y las coberteras grandes, medias y primarias son de color verde oscuro con tono parduzco, y con los bordes de color verde más claro. Los juveniles son similares a los adultos, pero con plumaje menos denso y más suelto, y con sus partes inferiores de color amarillo menos intenso. Las puntas de sus coberteras mayores son algo más blancas y sus listas pileales laterales son más claras y verdosas.
El mosquitero roquero es más pequeño que el mosquitero de Rickett, y tiene las alas más redondeadas y un pico proporcionalmente más largo. Sus plumajes son casi idénticos, pero el del mosquitero roquero es de tonos amarillos ligeramente más apagados en las partes inferiores y de un verde algo más grisáceo en las partes superiores, por lo que es difícil distinguirlos solo por el plumaje. El holotipo de mosquitero roquero tiene una longitud alar de 5,2 cm; en el paratipo la longitud de la cola es de 3,7 cm y la del pico de 1,39 cm.

## Taxonomía
Según los análisis de ADN mitocondrial el pariente más cercano del mosquitero roquero (Phylloscopus ricketti) es el mosquitero de Rickett y también está próximamente emparentado con el mosquitero cantor (Phylloscopus cantator). Las divergencias de ADN mitocondrial entre estas tres especies no son tan grandes como la encontrada entre el resto de especies de Phylloscopus y Seicercus.

## Distribución y hábitat
El mosquitero roquero se registra en el norte de Vietnam y Laos, y podría ocupar hábitas similares del sur de China. El nombre científico de la especie, calciatilis, significa «morador de la caliza», en referencia a su hábitat natural, que son los bosques planifolios tropicales que rodean las montañas kársticas entre los 700-1200 metros de altitud. Esta zona, que incluye la cordillera Annamita, es conocida por su naturaleza poco común.
En Phong Nha-Ke Bang se encuentra principalmente en los bosques de las montañas, y con mucha menos frecuencia en los valles entre montes kársticos, en laderas entre los 80 y los 200 m s. n. m. Nunca se encuentra en los bosques de las planicies alejadas de los montes. En el área protegida de Hin Namno se encuentra en los bosques primarios y bosques secundarios de regiones kársticas, entre los 280 y 460 m de altitud. La mayoría de los registros proceden de los bosques con árboles más altos que generalmente se restringen a los suelos de los valles kársticos. En las áreas de Nadi y Sayphou Loyang, de Laos, se encuentra en los bosques secos tropicales y crecimientos secundarios en suelos calizos entre los 600–1000 m. En la región de Thai An, Hà Giang, se observa en arbustos secundarios altos de laderas de vegetación densa y paisaje kárstico hasta los 1200 m.

## Estado de conservación
Se supone que el mosquitero roquero es abundante en su área de distribución; sin embargo, sobre los hábitats de esta región existen varias amenazas. Muchas partes de los bosques nativos han sido taladas para la industria maderera. La conservación del mosquitero roquero depende de la conservación de su hábitat, más que de ser protegido de la caza, debido a su pequeño tamaño. Hay grandes áreas kársticas en su área de distribución que son inaprovechables para la agricultura, pero que tienen que protegerse de las talas indiscriminadas de árboles maduros.